# 16043 Yichenzhang
16043 Yichenzhang este un asteroid din centura principală de asteroizi.

## Descriere
16043 Yichenzhang este un asteroid din centura principală de asteroizi. A fost descoperit pe 6 aprilie 1999 la Socorro, New Mexico, în cadrul proiectului LINEAR. Asteroidul prezintă o orbită caracterizată de o semiaxă mare de 2,27 ua, o excentricitate de 0,10 și o înclinație de 6,6° în raport cu ecliptica.